# Goldorange Mehlscheibe
Die Goldorange Mehlscheibe (Aleurodiscus aurantius) ist eine Ständerpilzart aus der Familie der Schichtpilzverwandten (Stereaceae). Sie bildet einjährige resupinat-ausgebreitete Fruchtkörper aus, die auf absterbenden und toten Ästen wachsen. Befallen werden verschiedene Arten der Rosengewächse (Rosaceae). Die Art ist in Australien und Neuseeland sowie holarktisch verbreitet und kommt in der gemäßigten Zone vor.

## Merkmale

### Makroskopische Merkmale
Die Goldorange Mehlscheibe besitzt resupinate (stiellos am Substrat angewachsene), ausgebreitete Basidiocarpien. Im Frischzustand ist das glatte Hymenium kräftig orangerosa, beim Trocknen wird es orangeocker. Das Sporenpulver ist weißlich-rosa.

### Mikroskopische Merkmale
Wie bei allen Mehlscheiben ist die Hyphenstruktur der Goldorangen Mehlscheibe monomitisch, besteht also nur aus generativen Hyphen. Die hyalinen Basidien sind vier-, selten zweisporig. Die auf ihnen sitzenden Sporen sind breit ellipsoid, 16–22 × 12–16 µm groß. In Melzers Reagenz erscheinen sie warzig. Die Hyphen besitzen keine Schnallen, Dendrohyphidien (wurzelähnliche Hyphenenden im Hymenium) und Pseudozystiden (zystidenähnliche Strukturen) sind hingegen vorhanden.

## Verbreitung
Das Artareal der Goldorangen Mehlscheibe umfasst die Holarktis, Australien und Neuseeland. Es beschränkt sich weitgehend auf die gemäßigte Zone. 

## Ökologie
Die Goldorange Mehlscheibe ist ein Saprobiont, der verholzte und abgestorbene Äste, Stämme und Ranken von Rosengewächsen (Rosaceae) besiedelt. Meist ist das Substrat schon morsch, wenn es vom Pilz befallen wird.